# Berninghausenpreis
Der Berninghausenpreis (eigentlich Berninghausenpreis für ausgezeichnete Lehre und ihre Innovation) ist eine in Bremen vergebene Auszeichnung, die als ältester Lehrpreis Deutschlands gilt. Er wird seit 1992 von der Universität Bremen und dem Verein unifreunde Bremen e. V. gestiftet und würdigt „außergewöhnliches Engagement und besondere Kreativität von Lehrenden“.
Der Berninghausenpreis wurde erstmals im Jahr 1992 von Friedo Berninghausen (1929–2013), langjähriger Präses der Handelskammer Bremen, ausgelobt. Existierten im Jahr 2010 rund 40 Lehrpreise bundesweit, stellte der Berninghausenpreis bei seiner erstmaligen Auslobung ein Novum dar. Die mit Ausnahme des Jahres 1998 jährlich vergebene Auszeichnung wird derzeit in den drei Kategorien „Hervorragend gestaltetes Seminar“, „Exzellentes Praktikum“ und „Studierendenpreis“ ausgeschrieben und ist mit insgesamt 6.000 Euro dotiert. Die Preisträger werden von einer durch den Akademischen Senat ernannten Auswahlkommission bestimmt; für die Kategorie „Studierendenpreis“ sind nur Studierende, darüber hinaus alle Mitglieder der Universität Bremen berechtigt, die Namen von an der Universität tätigen Wissenschaftlern als Vorschläge einzureichen, wobei auch Teams zulässig sind.

## Preisträger
Die folgende Auflistung aller Preisträger richtet sich nach der Darstellung auf der Internetpräsenz der Universität Bremen. 33 der 67 Preisträger (Stand: Januar 2015) waren zum Zeitpunkt der Verleihung Inhaber einer Professur.
| Jahr | Preisträger | Fachbereich                                            |
| ---- | --- | ------------------------------------------------------ |
| 1992 | Annelie Keil | Human- und Gesundheitswissenschaften                   |
| 1993 | Peter Mayr | Produktionstechnik                                     |
| 1993 | Johannes Beck, Jörg Holkenbrink, Anne Kehl (als Team) | Erziehungs- und Bildungswissenschaften                 |
| 1994 | Hartmut Koehler, Karin Mathes, Dietrich Mossakowski, Hans-Konrad Nettmann, Michael Schirmer, Hannes Wähner, Gerhard Weidemann, Heiko Uchtmann (als Team) | Biologie/Chemie                                        |
| 1994 | Peter Kruse | Human- und Gesundheitswissenschaften                   |
| 1995 | Helmut Schwegler | Physik/Elektrotechnik                                  |
| 1995 | Wolf-Dieter Stohrer | Biologie/Chemie                                        |
| 1995 | Jörg Berndt | Human- und Gesundheitswissenschaften                   |
| 1996 | Reinhold Kienzler | Produktionstechnik                                     |
| 1996 | Manfred Stöckler | Kulturwissenschaften                                   |
| 1997 | Frieder Nake | Mathematik/Informatik                                  |
| 1997 | Hedwig Ortmann, Ulrike Becker, Witha Winter von Gregory (als Team)                                                                                       | Erziehungs- und Bildungswissenschaften                 |
| 1997 | Bärbel Wallisch-Prinz | Sozialwissenschaften                                   |
| 1998 | keine Verleihung | keine Verleihung                                       |
| 1999 | Georg Feuser | Human- und Gesundheitswissenschaften                   |
| 2000 | Bernd Jastorff | Biologie/Chemie                                        |
| 2000 | Angela Bolland | Erziehungs- und Bildungswissenschaften                 |
| 2001 | Michael Schetsche, Thomas Krug, Thomas Temme (als Team)                                                                                                  | Sozialwissenschaften                                   |
| 2001 | Reinhard Riekens, Arne Röhrs, Liana Hedemann, Marie Herholz, Anja Storm (als Team)                                                                       | Biologie/Chemie                                        |
| 2002 | Britta Kolbert | Kulturwissenschaften                                   |
| 2003 | Horst Schecker | Physik/Elektrotechnik                                  |
| 2003 | Regina Keuchel | Human- und Gesundheitswissenschaften                   |
| 2004 | Andreas Hanses | Human- und Gesundheitswissenschaften                   |
| 2005 | Susanne Prediger | Mathematik/Informatik                                  |
| 2005 | Brunhilde Marquardt-Mau | Erziehungs- und Bildungswissenschaften                 |
| 2006 | Marcus Bäumer, Ingo Eilks (als Team) | Biologie/Chemie                                        |
| 2006 | Anja Oettinger, Michael Haag (als Team) | Erziehungs- und Bildungswissenschaften                 |
| 2007 | Hans-Ilja Rückmann | Physik/Elektrotechnik                                  |
| 2007 | Malte Mienert | Human- und Gesundheitswissenschaften                   |
| 2008 | Iris Pigeot-Kübler | Mathematik/Informatik                                  |
| 2008 | Eva Schöck-Quinteros | Sozialwissenschaften                                   |
| 2009 | Ekkard Brinksmeier | Produktionstechnik                                     |
| 2009 | Dagmar Bönig | Erziehungs- und Bildungswissenschaften                 |
| 2010 | Sylke Meyerhuber | Human- und Gesundheitswissenschaften                   |
| 2010 | Ivo Mossig | Sozialwissenschaften                                   |
| 2010 | Hans Jörg Henning | Human- und Gesundheitswissenschaften                   |
| 2011 | Karsten Hölscher | Mathematik/Informatik                                  |
| 2011 | Cordula Nolte | Sozialwissenschaften                                   |
| 2011 | Anja Christina Lepach | Human- und Gesundheitswissenschaften                   |
| 2012 | Tanja Henking, Andreas Maurer (als Team) | Rechtswissenschaften                                   |
| 2012 | Hans-Konrad Nettmann | Biologie/Chemie                                        |
| 2012 | Lothar Probst | Sozialwissenschaften                                   |
| 2013 | Lisa Lüdders, Mark Heckmann (als Team) | Human- und Gesundheitswissenschaften                   |
| 2013 | Frank Jahnke | Physik/Elektrotechnik                                  |
| 2014 | Jan Ulrich Büttner | Sozialwissenschaften                                   |
| 2014 | Andra Thiel-Hoffmeister | Biologie/Chemie                                        |
| 2014 | Oliver Hinkelbein | Kulturwissenschaften                                   |
| 2015 | Janna Wolff | Sozialwissenschaften                                   |
| 2015 | Jens Pöppelbuß | Wirtschaftswissenschaften                              |
| 2015 | Volkmar Zielasek | Biologie/Chemie                                        |
| 2016 | Julia Borst und Natascha Ueckmann | Sprach- und Literaturwissenschaften                    |
| 2016 | Ansgar Gerhardus, Heinz Rothgang | Public Health und Pflegeforschung                      |
| 2016 | Michael Claridge | English Theatre                                        |
| 2017 | Iris Stahlke | Human- und Gesundheitswissenschaften                   |
| 2017 | Dennis-Kenji Kipker | Informatik und Rechtswissenschaft                      |
| 2017 | Lucio Colombi-Ciacchi | Produktionstechnik, Maschinenbau und Verfahrenstechnik |
| 2018 | Rolf Drechsler, Cornelia Große, Oliver Keszöcze, Kenneth Schmitz und Jannis Stoppe                                                                       | Mathematik / Informatik                                |
| 2018 | Aki Harima | Wirtschaftswissenschaft                                |
| 2018 | Hans-Christian Waldmann | Human- und Gesundheitswissenschaften                   |
| 2019 | Anna Förster | Physik / Elektrotechnik                                |
| 2019 | Sarah Lüdemann | Kulturwissenschaften                                   |
| 2020 | Susanne Gläß | Kulturwissenschaften                                   |
| 2020 | Sebastian Möller | Sozialwissenschaften                                   |
| 2020 | Maike Vollstedt | Mathematik / Informatik                                |
| 2021 | Juliane Jarke und Irina Zakharova | FB 3, Kategorie: Partizipative Lehre                   |
| 2021 | Jan Harima | FB 7                                                   |
| 2021 | Nina Heinrichs | FB 11, Kategorie: Studierendenpreis                    |
| 2022 | Ann-Kathrin Rohde | FB 4, Kategorie: Blended Learning                      |
| 2022 | Sabine Doff | FB 10, Kategorie: Studierendenpreis                    |
| 2023 | Cornelius Torp und Andrew Torget | FB 8, Kategorie: Gute Lehre                            |
| 2023 | Jennifer Reiske | FB 12, Kategorie: Studierendenpreis                    |
| 2023 | Lars Viellechner | FB 6, Kategorie: Studierendenpreis                     |
| 2024 | Sabine Ritter | FB 8, Kategorie: Gute Lehre                            |
| 2024 | Hendrik Vogt | FB 3, Kategorie: Studierendenpreis                     |
| 2024 | Barbara Cludius | FB 11, Kategorie: Studierendenpreis                    |